# Cristina Villanueva
Maria Cristina Villanueva Vergara (ur. 24 września 1978) – filipińska zapaśniczka w stylu wolnym.
Brązowa medalistka mistrzostw Azji z 1996, piąta w 1997 i dziewiąta w 2005. Szesnasta na mistrzostwach świata w 2006. Szósta na igrzyskach azjatyckich w 2002 i jedenasta w 2006. Triumfatorka igrzysk Azji Południowo-Wschodniej w 2003, 2005 i 2023 roku.
Jej córka Cathlyn Vergara, także jest zapaśniczką.